# Efeito magnético quiral
O efeito magnético quiral (CME)  é um efeito quântico macroscópico de geração de corrente elétrica ao longo de um campo magnético externo induzido pelo desequilíbrio da quiralidade. Os férmions são considerados quirais se mantiverem uma projeção definida do número quântico de spin no momento. O CME é um fenômeno quântico macroscópico presente em sistemas com férmions quirais carregados, como o plasma quark-gluon ou semimetais de Dirac e Weyl.  O CME é uma consequência da anomalia quiral na teoria quântica de campos; ao contrário da supercondutividade ou superfluidez convencionais, não requer uma quebra espontânea de simetria. A corrente magnética quiral é não dissipativa, porque é topologicamente protegida: o desequilíbrio entre as densidades dos férmions quirais canhotos e destros está ligado à topologia dos campos na teoria de calibre pelo teorema do índice de Atiyah-Singer.

## Experiências de CME
A observação experimental de CME em um semimetal Dirac ZrTe5 foi relatada em 2014. O material mostrou um aumento de condutividade na configuração livre de força de Lorentz dos campos elétricos e magnéticos paralelos. Em 2015, o detector STAR no Relativistic Heavy Ion Collider e ALICE no Large Hadron Collider, CERN apresentou uma evidência experimental para a existência de CME no plasma quark-gluon.
Defeitos topológicos foram observados como pares contrastantes de áreas claras e escuras. Usando a microscopia eletrônica de transmissão de Lorentz, os pesquisadores criaram imagens de defeitos topológicos em um filme fino magnético quiral feito de cobalto, zinco e manganês. Defeitos topológicos no magnetismo quiral têm implicações em campos da física relacionados à topologia, desde escalas cosmológicas de comprimento até matéria condensada.